# Nello Malizia
Nello Malizia (Montenero di Bisaccia, 30 luglio 1950) è un allenatore di calcio ed ex calciatore italiano, di ruolo portiere.

## Biografia
È nato in Molise, ma sin da piccolo ha vissuto con la famiglia a Potenza Picena, un comune della provincia maceratese.

## Carriera

### Giocatore
Calcisticamente parlando, Malizia è cresciuto nel vivaio della Maceratese; coi biancorossi ha portato avanti una lunga gavetta, tra i campi di Serie C e Serie D.

Un'uscita di Malizia in Juventus-Perugia (1-2) del 22 ottobre 1978

Nell'ottobre del 1974 è approdato in Serie B, nelle file del Perugia, in qualità di riserva di Roberto Marconcini; in questa stagione, anno della storica promozione in Serie A della squadra umbra, ha collezionato 10 presenze. Partito Marconcini, nel 1977-1978, la maglia da titolare è diventata sua. Un infortunio subito durante il torneo diede spazio al suo secondo Marcello Grassi, neoacquisto; una volta guarito, Malizia, approfittando a sua volta di un infortunio del suo collega, riprese il posto di estremo difensore della squadra tra i pali. Nella stagione 1978-1979 fu uno dei protagonisti del cosiddetto Perugia dei miracoli, la prima formazione nella storia del calcio italiano a chiudere il campionato imbattuta, al 2º posto in classifica. Malizia è rimasto in Umbria anche dopo la retrocessione della squadra in cadetteria del 1981, difendendo la porta perugina fino al termine dell'annata successiva.
Per la stagione 1982-1983 venne ceduto al Cagliari, tornando così ad esibirsi nella massima serie. Dopo un anno, Malizia passò al Padova e a seguire giocò per quattro stagioni nell'Atalanta, facendo da vice ad Ottorino Piotti. Concluse l'attività agonistica nell'Orceana, in Serie C2.

### Allenatore
Nel 1992 è entrato nello staff tecnico dell'Atalanta diventandone il preparatore dei portieri, attività che ha svolto fino al termine della stagione 2008-2009.
Nel 2011 è diventato il preparatore dei portieri dell'Aurora Seriate, squadra bergamasca di Serie D, mantenendo il ruolo fino al termine della stagione 2014-2015. Nella stagione 2015-2016 ha allenato i portieri delle giovanili della San Marco Juventina.
Nella stagione 2016-2017 è entrato nello staff tecnico di Armando Madonna alla Virtus Bergamo, venendo riconfermato anche per la stagione successiva.
Nella stagione 2023-2024 è entrato nello staff tecnico come preparatore portieri del Castel del Piano, club perugino di Promozione.

## Palmarès

### Giocatore

#### Competizioni nazionali
- Campionato italiano di Serie B: 1

Perugia: 1974-1975

#### Competizioni internazionali
- Coppa Piano Karl Rappan: 1

Perugia: 1978